# Rodonyà
Rodonyà är en kommun i Spanien.   Den ligger i provinsen Província de Tarragona och regionen Katalonien, i den östra delen av landet, 400 km öster om huvudstaden Madrid. Antalet invånare är 508. Arean är 8,4 kvadratkilometer. Rodonyà gränsar till El Montmell, La Bisbal del Penedès, Masllorenç, Montferri och Vila-rodona. 
Terrängen i Rodonyà är platt.